# Monocillium mucidum
Monocillium mucidum är en svampart som beskrevs av W. Gams 1971. Monocillium mucidum ingår i släktet Monocillium och familjen Niessliaceae.   Inga underarter finns listade i Catalogue of Life.